# 百万人の大合唱
『百万人の大合唱』（ひゃくまんにんのだいがっしょう）は、近代放映株式会社が製作し1972年に公開された日本映画。昭和30年代に福島県郡山市で実際にあった音楽で暴力を追放する市民の活動を元にし、オールロケーションで制作された映画。

## あらすじ
郡山市の高校教師・新田司や、レコード店の娘で音楽教室の先生でもある渡部昭子らが作る市民音楽グループが、吉田たくろうを郡山市に招き音楽会を開催する。開会まぎわ、地元暴力団の橋本組から嫌がらせを受ける。新田は殴られ、なんとか実施した音楽会も来場者が減ったことから赤字となる。新田は自分の教え子の父親である工場主の町村から、市の興行を仕切る橋本組に挨拶に行かなかったことが悪いと言われる。
さらに、新田が顧問している高校の音楽部員たちが、太田圭介にトランペットを奪われるという事件が起きる。圭介は橋本組の組員・清岡三郎に手下のようにつかわれている不良少年であった。清岡の命令にしたがって、清岡の情婦であるユカリのために店のマネージャーを半殺しにするようなこともする。新田は圭介にトランペットを返しにもらいに行き、その過程で圭介がとても音楽に興味があるということに気づく。
郡山警察署の刑事たちは、東京の大暴力団・一心会が郡山市に進出してくるという情報をつかむ。この機会に郡山市から暴力団を排除する計画を立て、新田に音楽会で殴られたことを告訴するように願い出る。ところがすぐみ保釈となった清岡たちから、新田は嫌がらせを受けるようになる。
研修会で東京へ行った新田は偶然、池袋の歩行者天国で指揮者の山本直純が、通行する市民らを巻き込んで合唱させているのを目撃して感激する。新田は山本に、ぜひ郡山市に来て市民による合唱会の指揮をしてもらえないかと頼み込み、快諾を得る。そして仲間たちとともにこの市民の合唱会を成功させて、音楽グループの赤字を挽回しようと計画する。
再び挨拶もなしに、さらに大きな興行を行おうとする新田たちの行動を面白く思わない清岡たちは、音楽グループに嫌がらせを続ける。圭介を使って、山本直純が郡山市にきて合唱練習しているところを妨害しようとするが、みんなが楽しそうに歌う姿を見て、圭介は妨害できないまま逃げ帰ってしまう。合唱会の計画を進めようとする音楽グループへのみせしめとして、清岡は圭介に命令して新田を殴らせる。殴る圭介に新田は一切抵抗せず受け続けると、圭介はしだいに殴ることができなくなってしまう。
そんな圭介に不良をやめるよう説得しようと、昭子は圭介のいるバーに一人で乗り込む。昭子に自分の将来について問われて圭介は怒り、昭子を襲おうとする。それを目撃した市民たちは怒り、圭介は安積国造神社の祭で賑わう街の中を逃げ回ることになる。ついに塀の上に追い詰められ、市民から石を投げられ、圭介は転落死する。圭介が亡くなったことで、昭子は音楽では暴力を変えることができない、と音楽グループから抜け出すことを決意する。橋本組の嫌がらせ、メンバー同士の意見の相違により音楽グループのメンバーたちが抜けていき、新田は一人で合唱会の準備を進めねばならなくなる。
圭介の火葬の帰り、偶然ユカリと会った新田は、圭介が「生きているなら」という歌を楽しそうに歌っていたことを聞かされる。それは圭介が妨害しようとしてきた合唱練習で聞いた歌であった。新田は、合唱活動への手応えを感じて、さらに合唱会の活動を進める。そんな一人で活動している新田の行動に共感した新聞記者の茂山が、新田の活動を新聞で取り上げる。さらに、全市民をあげて暴力に立ち向かうべきという暴力追放キャンペーンを行なう。この記事により、街のあちこちの職場や工場から市民らの歌うコーラスが聞こえるようになる。
しかし、橋本組と一心会の抗争はさらに激しさを増していく。ついに一般市民が巻き添えになって死亡するという事件が起きる。亡くなったのは、あの工場主の町村の娘であった。新田は町村から、合唱会なんかするからこんなことになったと非難される。くじけかけた新田に、新田の活動が市議会を動かして、合唱会が郡山市の後援する会となったことを伝えられる。また、市は暴力追放を宣言し、警察の協力により橋本組と一心会の組員の大多数が逮捕される。
郡山市民会館で、新田の念願だった郡山市民音楽祭が開催される。郡山市長もこの活動をねぎらいに来場する。妨害しようとして現れた清岡らを大勢の市民たちが取り囲み、恐れることなく歌声と拍手で追い返す。昭子などの抜けた仲間たちも、娘を失った町村、ユカリらも、市民の合唱の輪に参加する。山本の指揮の下で「生きているなら」を市民たちが一緒に歌うシーンが映されて幕となる。

## キャスト
- 新田司 - 若林豪
- 渡部昭子 - 酒井和歌子
- 宮原 - 岸田森
- 楠 - 高島稔
- 太田圭介 - 峰岸隆之介（峰岸徹）
- 清岡三郎 - 草野大悟
- 風間 - 中田浩二
- ユカリ - フラワー・メグ
- 町村 - 大坂志郎
- 町村邦子 - 石井くに子
- 町村良夫 - 小島基行
- 黒住刑事 - 高品格
- 矢部刑事 - 小沢忠臣
- 栗林 - 猪垣泰祐
- 八田 - 川端真二
- 茂山記者 - 三上真一郎
- 岡部欣次 - 市村博
- 片山 - 高橋英三郎
- 佐々木 - 伊藤敏孝
- 新田義和 - 高木二朗
- 新田春子 - 山崎左度子
- 美子 - 猪俣光世
- 山本直純 - 山本直純
- 吉田たくろう - 吉田拓郎

## スタッフ
- 製作総指揮 - 山崎辰夫、青木藤吉
- 製作 - 高畠久、宮澤利徳
- 監督 - 須川栄三
- 脚本 - 高畠久
- 原作 - 秋吉茂
- 構成 - 佐治乾
- 企画 - 森山幸晴
- 撮影 - 高村倉太郎
- 照明 - 三尾三郎
- 美術 - 松井敏行
- 録音 - 太田六敏
- 編集 - 井上治
- スクリプター - 秦大三
- 助監督 - 高畑正
- 音楽 - 山本直純
- 主題歌 - 「生きているなら」
- 協力 - 郡山市、郡山文化団体連絡協議会、うすい百貨店
- 協賛 - 朝日新聞社、全日本合唱連盟
- 配給 - 東宝
- 製作 - 近代放映

## そのほか
- 文部省選定および優秀映画鑑賞会の推薦を受けた。
- 公開日はあさま山荘事件が起きている最中だったため、映画の興行収入に影響した。
- テーマ曲「生きているなら」の作詞者の小谷夏は、演出家の久世光彦のペンネームである。
- 吉田拓郎が「今日までそして明日から」を劇中で歌っているが、挿入歌としての表示はされていない。
- 公開の年、東映からも郡山市を舞台にした映画『昭和残侠伝 破れ傘』が公開された。
- 実際に郡山市が「暴力追放都市宣言」を行ったのは1988年である。
- 本人役として登場している山本直純は、当時、製作した近代放映の取締役を務めていた。
- 2006年に郡山市西ロータリークラブの40周年事業計画として初メディア化となりDVD化となった。